# Joanna Gleich
Joanna Gleich (ur. 28 września 1959 w Kluczborku) – polska i austriacka malarka mieszkająca i tworząca w Wiedniu.
Urodziła się w Kluczborku. Po ukończeniu w 1979 liceum plastycznego w Opolu przeprowadziła się do Wiednia, gdzie tworzy. W latach 1979–1983 studiowała filologię na Uniwersytecie Wiedeńskim, który ukończyła jako dyplomowana tłumaczka. W latach 1985–1990 studiowała malarstwo na Akademii Sztuk Pięknych w Wiedniu u Wolfganga Holleghy. Uzyskała dyplom z wyróżnieniem. W 1985 uczestniczyła w Międzynarodowej Letniej Akademii Sztuk Pięknych w Salzburgu w klasie Josefa Mikla. W 1986 wzięła udział w klasie witrażu Georga Meistermanna. Od 2001 wykłada w wielu akademiach malarstwa w Austrii. Od 2014 jest docentem w Akademii Sztuki w Bad Reichenhall.
Od 2001 jest żoną malarza i profesora Akademii Sztuk Pięknych w Wiedniu Gerharda Gleicha, który po ślubie przyjął jej nazwisko.